# Matthew Stover
Matthew Woodring Stover (Danville, 29 gennaio 1962) è uno scrittore statunitense.
È probabilmente meglio conosciuto per i suoi quattro romanzi ambientati nel mondo immaginario di Guerre stellari, tra cui la versione scritta dell'episodio III. Ha scritto diversi romanzi di tipo fantasy, tra cui Iron Dawn e Jericho Moon. Ha scritto un ciclo di storie di tipo ibrido fantasy/fiction con protagonista un eroe di nome Caine: The Acts of Caine.

## Biografia
Stover ha iniziato scrivendo vari racconti di genere non-fantasy, mystery e crime fiction, spesso sotto pseudonimo, ambientandole a Chicago. Stover si è laureato nel 1983 alla Drake University e si è trasferito a Chicago. Pratica da molto tempo arti marziali ed è uno studente del Degerberg Blend, un concetto Jeet Kune Do, un'arte marziale mista concepita mescolando e incorporando venticinque arti marziali differenti da diverse parti del mondo, intuita e sintetizzata dal celebre sifu Bruce Lee; questo ha influito molto sulle sue descrizioni dei combattimenti nei suoi libri ed è spesso acclamato per come racconta i combattimenti nelle sue storie. Vive a Kenosha, città del Wisconsin, con l'artista e scrittrice Robyn Fielder.
I romanzi da lui scritti ambientati nell'universo espanso sono molto più violenti e moralmente grigi rispetto a molti altri lavori ambientati in Guerre stellari. I suoi romanzi originali, non ambientati nell'universo di George Lucas hanno ottenuto un seguito più piccolo ma comunque consistente. Stover ha dichiarato di essersi ispirato a diverse opere di Roger Zelazny, Stephen R. Donaldson e Fritz Leiber mentre in Blade of Tyshalle dichiara di ispirarsi anche a Leo Tolstoy e Friedrich Nietzsche.
Nel 2010 si è occupato dell'adattamento a romanzo del popolare videogioco God of War con Robert E. Vardeman.

## Opere

### Barra & Co.
- Iron Dawn (1997) ISBN 0-451-45590-8, (1998) ISBN 0-451-45589-4
- Jericho Moon (1998) ISBN 0-451-45678-5, (1999) ISBN 0-451-45758-7
- Heart of Bronze (1998 SFBC Omnibus contiene Iron Dawn e Jericho Moon) ISBN 1-56865-741-2

### The Acts of Caine
- Heroes Die (Act of Violence) (1997)
- Blade of Tyshalle (Act of War) (2001)
- Caine Black Knife (Act of Atonement, Book One) (2008)
- Caine's Law (Act of Atonement, Book Two) (2012)
- Act of Faith Trilogia (annunciato)
- Dead Man's Heart (Act of Remembrance) (annunciato)

### Star Wars
- Star Wars Episodio III: La Vendetta dei Sith, 2005 (Star Wars Episode III: Revenge of the Sith, 2005), traduzione di G. P. Gasperi, Sperling & Kupfer
- Traitor (New Jedi Order) (2002)
- Shatterpoint (The Clone Wars) (2004)
- Star Wars on Trial: Science Fiction and Fantasy Writers Debate the Most Popular Science Fiction Films of All Time (2006)
- Luke Skywalker and the Shadows of Mindor (2008)

### Altri
- God of War (con Robert E. Vardeman) (2010)
- Test of Metal: A Planeswalker (Magic: The Gathering) (2010)
- Terminal Kill (2011)
- Her Demise (2011)
- Knights of the Revenant (2012)

### Racconti
- "Precursor" in Legends: Tales from the Eternal Archive (1999) ISBN 0-88677-823-9
- "Br'er Robert" (2001)
- "Equipment" in Star Wars Short Story Collection (2003)
- "In the Sorrows" (2005, The Acts of Caine)
- "The Persian, the Coon, and Bullets" nell'antologia Catopolis (2008) ISBN 978-0-7564-0514-4
- "South Side Whipsaw: A Brock Steele Adventure" in Conquering Science Fiction (2009)
- "The Tenebrous Way" (2011) in Star Wars Insider #130
- Suvudu Cage Match 2012
  - "Round 1: Caine versus Paksenarrion" (2012)
  - "Round 2: Caine versus Zaphod Beeblebrox" (2012)
  - "So, Conan and Elric Walk Into a Bar" (2012)
- "A Friend in Thark" in A Princess of Mars and New Tales of the Red Planet (2012) ISBN 978-0-9854257-0-8